# 유전체 지도

유전체 지도 또는 게놈 지도는 한 생물중의 단일 게놈이나 염색체로 구성된 서열들을 한쪽의 말단체(텔로미어)에서부터 다른 쪽의 말단체까지 정확한 순서를 좌표화 하여 만든 게놈서열데이터베이스를 말한다. 지구본과 같은 지도가 아니라, 실제로는 데이터베이스이다. 게놈데이터는 보통 미국의 빌 피어슨박사가 만든 파스타 (FASTA) 파일 형태로 다양한 형태의 데이터베이스에 저장된 형태를 띤다.

## 인간 표준 유전체 지도
세계 최초의 인간표준유전체 지도는 영국 케임브리지의 MRC 센터에서 생어 해독방식을 통해 시작되었고, 이것이 확장되어서, 인간게놈프로젝트가 되었다. 미국의 원자탄 개발 비용을 인간게놈해독사업으로 돈을 돌리면서 시작되었고, 영국 MRC 센터에서 노벨상을 받은 제임스 왓슨 박사가 미국에서 주축이 되어서 영국과 협력하여 인간표준게놈 지도 작성 사업이 시작이 되었다.

## 생물 표준 유전체 지도
미생물과 동식물의 표준유전체 지도는 각 종의 생물을 연구하기 위한 궁극적인 유전체 정보를 가지고 있다. 따라서, 지구상의 모든 인간과 생명체의 게놈이 해독되고 표준유전체 지도가 만들어지는 날이 오게 된다. 다양한 해독방법과 조립방법들이 존해하며, 2019년 기준으로는 장서열(long read)을 이용한 게놈해독과 조립이 주류를 이룬다. 한국에서는 호랑이, 고추, 고래, 표범, 인삼등의 생물체의 표준유전체 지도가 세계 최초로 완성이 되었다.

## 한국인 유전체 지도
한국 최초의 유전체 지도는 영국과 미국의 표준유전체 지도에 정열하는 방식의 일종의 반쪽의 한국인 표준게놈 지도를 한국생명공학연구원의 코빅(국가생물자원정보센터, 센터장 박종화)에서 제작되었다. 게놈물질의 제공자는 당시 이길여 암당뇨연구원장이던 김성진박사의 혈액으로 진행되었고, 사용된 해독기는 일루미나사의 GA2 해독기였다. 이때 만들어진 게놈이 SJK이다. 이후, 서울대의대의 서정선박사가 이 방식을 도입하여, 약 6개월 뒤에 AK1 이란 샘플을 사용하여, 두번째의 한국인 유전체 지도를 영국 미국의 표준유전체 지도에 맞춰 작성한다. 서울대의대 의학유전체 연구소는 이때, 기존의 염색체 기반의 방법을 추진하다 계속 지연이 되어, SJK가 발표된 2008년 급히 일루미나사의 단서열(short read)해독을 더 많이하고, SJK에서 사용한 방법론을 이용하여 AK1을 완성했다. SJK는 2009년 5월 게놈전문 학술지인 지놈리서치(Genome Research)지에 실렸고, AK1은 2달뒤에 네이처지에 실렸다. SJK는 2008년 말부터 전세계 적으로 공개되었고, 미국의 NCBI에 등록된 최초의 한국인 게놈이다. AK1는 SJK 공개 약 1년 반 뒤에 데이터가 공개되었다.

### 한국인 표준 유전체 지도 (KOREF)
완전한 한국인 표준유전체 지도는 2006년부터, 코빅의 박종화박사가 과기부의 지원으로 국가참조표준센터와 국가 사업으로 진행이 되었고, 그 과정에서 SJK를 2017년부터 이길여암당뇨연구소의 안성민박사와 협력을 하면서 그 데이터를 활용하게 되었다. 자체적으로 한국인을 정해서 할 계획이었으나, 서울대의대 서정선박사와 안성민박사 팀에서 GA2 해독기를 구입해서 데이터 생산을 하고 있었으므로, 상호협력적인 철학에 의해, 그 데이터들을 지도화하는 작업으로 진행이 되었다. 2007년에 세계적인 한국인 표준유전체 지도완성을 목표로 과기부 부총리 산하 국가 유전자, 생물다양성, 생물자원 정보를 체계화하는 국가적인 비젼으로 시작된 사업이 한국인 표준게놈 사업(KOREF)이다.
초기 SJK를 표준화하여 진행을 하였으나, 2010년, SJK 샘플을 지속적으로 공급받고, 표준화하는 것이 불가능하게 되어, 2011년부터 산업부의 원천기술 과제를 통해서, 국가적인 새로운 샘플을 과학적인 방법으로 선정하였다. 이때의 선정기준은 남성, 적절한 나이(35세 이상, 임상정보가 풍부하여야함), 기본의 모든 한국인 샘플들과 상호비교했을때, 가장 중간적인 위치에 있는 샘플, 지속적으로 혈액을 제공할 수 있는 사람, 미래에 혈액제공에 대한 어떠한 법적 윤리적 이슈도 제기할 가능성이 없는 사람등을 고려하여, 객관적 기준을 통해 선정되었다.

### 한국인 표준 유전체 지도의 완성
2013년 KOREF 데이터 생산이 완료되고, 2014년 지도 초안이 완성되었고, 2016년 바이오아카이브(BioRxiv)에 논문이 출판되었다. 코레프는 국제적으로 최초로 등록된 한국인 표준게놈이다. 논문과 전체 데이터 또한 세계 최초로 공개된 한국인 표준게놈이다. 이후, AK1은 마크로젠의 서정선박사팀이 2016년 네이쳐지에 발표했다. 팩바이오사의 장서열을 주로 이용하여 만들어졌다.

## 같이 보기
- 유전체 프로젝트
- 인간 유전체 프로젝트
- 양적 형질 위치